# Ryoko Uno
Ryoko Uno (født 9. november 1975) er en tidligere japansk fodboldspiller. Hun har tidligere spillet for Japans kvindefodboldlandshold.

## Japans fodboldlandshold
| Japans landshold | Japans landshold | Japans landshold |
| År               | Kmp              | Mål              |
| ---------------- | ---------------- | ---------------- |
| 1991             | 1                | 0                |
| 1992             | 0                | 0                |
| 1993             | 4                | 0                |
| 1994             | 0                | 0                |
| 1995             | 0                | 0                |
| 1996             | 1                | 0                |
| Total            | 6                | 0                |